# Prefettura di Saitama
Saitama (埼玉県?, Saitama-ken, "prefettura di Saitama") è una prefettura giapponese di 7 264 976 abitanti (nel febbraio 2016), con capoluogo a Saitama. Si trova nella regione di Kantō, sull'isola di Honshū.

## Geografia fisica
La prefettura di Saitama confina con quelle di Tokyo(東京), Chiba, Ibaraki, Tochigi, Gunma, Nagano e Yamanashi.

## Popolazione e città
Questa prefettura fa parte della Area metropolitana di Tokyo e il più delle città di Saitama può essere descritta come sobborghi di Tokyo.
Dopo la seconda guerra mondiale, Tokyo si espanse rapidamente fino a inglobare tutta la prefettura di Saitama che dal 1960 triplicò la sua popolazione.
La maggior parte delle città della prefettura sono strettamente connesse con Tokyo dalla metropolitana.

### Città
| - Ageo - Asaka - Chichibu - Fujimi - Fujimino - Fukaya - Gyōda - Hannō - Hanyū - Hasuda - Hatogaya - Hidaka - Higashimatsuyama - Honjō - Iruma - Kamifukuoka - Kasukabe - Kawagoe - Kawaguchi - Kazo - Kitamoto | - Koshigaya - Kōnosu - Kuki - Kumagaya - Misato - Niiza - Okegawa - Saitama (capoluogo) - Sakado - Satte - Sayama - Shiki - Sōka - Toda - Tokorozawa - Tsurugashima - Wakō - Warabi - Yashio - Yoshikawa |

## Distretti
- Distretto di Chichibu
- Distretto di Hiki
- Distretto di Iruma